# Ramón Carnicer Blanco
Ramón Carnicer Blanco (Villafranca del Bierzo, León, 24 de diciembre de 1912-Barcelona, 29 de diciembre de 2007) fue un escritor español.

## Biografía
Licenciado en Filología Románica por la Universidad de Barcelona (1943). Becas de estudio concedidas por la Ecole d'Interprètes de la Universidad de Ginebra (1950 y 1951). Encargado del Curso de Historia de la Lengua y de la Literatura Españolas en la Universidad de Barcelona (1951). Fundador del Curso de Estudios Hispánicos para extranjeros (1952) y de la Escuela de Idiomas Modernos (1953), ambos en la Universidad de Barcelona. Se casa con Doireann MacDermott (1953). Becario del Consejo Superior de Investigaciones Científicas (1953-1960). Doctor con sobresaliente cum laude y Premio Extraordinario de la Universidad de Barcelona por su tesis sobre Pablo Piferrer (1960) que obtuvo el premio Menéndez y Pelayo. Colaborador del CSIC (1961-62). Profesor visitante de la City University de Nueva York (1968). Agregado en la Universidad de Zaragoza, donde reorganiza de nueva planta el Instituto de Idiomas (1969). Profesor de los cursos de verano para extranjeros en las universidades de Barcelona y Zaragoza (Jaca). Renuncia a la actividad docente para dedicarse plenamente a la literatura (1972). Nombrado director honorario de la Escuela de Idiomas Modernos de la Universidad de Barcelona (1988).

## Obra
Autor de veintiséis libros. En 1961 publicó el primero de su trayectoria, Cuentos de ayer y de hoy, que le valdría el Premio Leopoldo Alas. El cuento titulado Las Rutas del progreso fue llevado al cine por Televisión Española. Dos años después vio la luz Vida y obra de Pablo Piferrer, Premio Menéndez Pelayo de investigación del CSIC. Dedicó una larga investigación a la preparación de Entre la ciencia y la magia. Mariano Cubí, biografía novelada de un insólito personaje del siglo XIX, Mariano Cubí y Soler, introductor de la frenología en España, libro publicado en 1969. En 1968 se trasladó a Nueva York, donde impartió clases en la Universidad durante medio año. Resultado de su estancia en la ciudad de los rascacielos, publicó Nueva York, nivel de vida, nivel de muerte, en 1970.
Algunas de sus obras tuvieron gran repercusión, como la reveladora Donde las Hurdes se llaman Cabrera (1964), crónica de un viaje realizado en 1962 por la entonces remota comarca leonesa de La Cabrera y en el que retrata el tránsito de unas gentes por un mundo sin reloj y recoge el lamento de Justina, la mujer que le espetó desde un carro: «vivimos como los animales del monte, a ver si se acuerdan de nosotros». A partir de 1962 decide no presentarse a ningún concurso literario más. Publicó cinco libros de viajes para los que recorrió Castilla: Gracia y desgracias de Castilla la Vieja (1976), Extremadura: Las Américas peninsulares (1986) y diversas regiones por toda la Península para realizar su estudio de los enclaves provinciales, Viaje a los enclaves españoles (1995). Fue autor de cuatro novelas: Los árboles de oro (1961), que evoca sus años de juventud en el Bierzo y Madrid; También murió Manceñido (1972), sátira del mundo universitario; Todas las noches amanece (1979) que evoca los años transcurridos entre la República y la posguerra a través de la experiencia vital de un cura trasladado del mundo urbano al rural y Las Jaulas (1990) ambientada en los años del ocaso del imperio colonial español. Recogió sus memorias en dos libros, Friso menor (1983) y Codicilo (1992).
Ramón Carnicer dedicó cuatro libros al estudio del lenguaje: Sobre el lenguaje de hoy (1969), Nuevas reflexiones sobre el lenguaje (1972), Tradición y evolución en el lenguaje actual (1977) y Desidia y otras lacras en el lenguaje de hoy (1983), a los que se añadió en 1993 el opúsculo Sobre ortografía española. La mayoría se componen de artículos publicados previamente en su columna "Sobre el lenguaje" en La Vanguardia a partir de 1966. 
Fundó y dirigió la revista Aula (1949) y escribió y colaboró en la revista Laye hasta el cierre de esta en 1953. Colaboró con monografías, ensayos, centenares de artículos y algunos cuentos en 80 revistas y periódicos de España y el extranjero. En colaboración con su esposa, Doireann MacDermott, tradujo libros del francés, el inglés y el alemán. Pronunció alrededor de un centenar de conferencias en universidades y entidades culturales en España, Suiza, Alemania y EE. UU.
De su extensa producción, cabe citar:

### Narrativa
- Cuentos de ayer y de hoy (1961).
- Los árboles de oro (1962).
- También murió Manceñido (1972).
- Todas las noches amanece (1979).
- Las jaulas (1990).
- Pasaje Domingo. Una calle y 15 historias (1998).

### Ensayo
- Vida y obra de Pablo Piferrer (1963). Biografía y estudio.
- Entre la ciencia y la magia. Mariano Cubí (1969). Biografía y estudio.
- Las personas y las cosas (1973). Ensayos y artículos.
- Friso Menor (1983). Memorias.
- Castilla, manifiesto para su supervivencia (1984). Libro colectivo de conferencias pronunciadas junto a Gonzalo Martínez Díez, Juan Pablo Mañueco Martínez y Demetrio Casado.
- Del Bierzo y su gente (1986). Ensayos y artículos.
- Sobre esto y aquello (1988). Ensayos y artículos.
- Codicilo (1992). Memorias.
- El pintor leonés Primitivo Álvarez Armesto (1997). Biografía y estudio.
- Cronicón Berciano (1998). Ensayos y artículos.
- Cajón de alfayate (2008). Ensayos y artículos.

### Libros de viajes
- Donde las Hurdes se llaman Cabrera (1964; nueva edición 2012[7]).
- Nueva York. Nivel de vida, nivel de muerte (1970; nueva edición 2012[8]).
- Gracia y desgracias de Castilla la Vieja (1976).
- Las Américas peninsulares. Viaje por Extremadura (1986).
- Viaje a los enclaves españoles (1995).

### Libros sobre el lenguaje
- Sobre el lenguaje de hoy (1969).
- Nuevas reflexiones sobre el lenguaje (1972).
- Tradición y evolución en el lenguaje actual (1977).
- Desidia y otras lacras en el lenguaje de hoy (1983).
- Sobre ortografía española (1992).

### Otros
- AA.VV., Marginados, fronterizos, rebeldes y oprimidos (1985). Capítulos sobre Las Hurdes, La Cabrera y La Merindad de la Somoza. Ensayo.
- Gil y Carrasco, Enrique, El Señor de Bembibre (1971). Edición y prólogo.
- AA.VV., León, un viaje con guías (1990). Ensayo.
- Gil y Carrasco, Enrique, El señor de Bembibre y El lago de Carucedo (1992). Edición y prólogo.

## Premios y homenajes
- 1961: Premio Leopoldo Alas por Cuentos de ayer y de hoy.
- 1962: Medaglia d'argento al Merito Culturale del Gobierno Italiano.
- 1963: Premio Menéndez Pelayo del Consejo Superior de Investigaciones Científicas por Vida y obra de Pablo Piferrer.
- 1962: Toma la resolución de no concurrir a ningún otro premio literario.
- 1971: Cruz de Alfonso X el Sabio.
- 1975: Hijo adoptivo del municipio de Villadecanes (León).
- 1976: Hijo predilecto de Villafranca del Bierzo.
- 1977: Se da su nombre a la plaza del pueblo de Villadecanes (León).
- 1988: Director honorario de la Escuela de Idiomas Modernos de la Universidad de Barcelona.
- 1988: Se da su nombre a la escuela de primera enseñanza de Parandones (León).
- 1989: Congreso homenaje a Ramón Carnicer organizado por el Instituto de Estudios Bercianos en Villafranca del Bierzo y Ponferrada.
- 1990: Su cuento "Las rutas del progreso" es llevado al cine por RTVE y se emite en 1991 en la serie "Narradores" de TVE2.
- 1991: Se da su nombre al Centro Público de Formación de Adultos de Ponferrada (León).
- 1997: Premio Gigante (Villafranca del Bierzo, León).
- 1999: Hijo adoptivo del municipio de Encinedo (La Cabrera) en reconocimiento por su libro Donde las Hurdes se llaman Cabrera.
- 1999: Se da su nombre a una calle de Ponferrada (León).
- 2000: Doctor honoris causa de la Universidad de León.[9]
- 2001: Exposición "El viajero Ramón Carnicer" en el Museo del Bierzo de Ponferrada (León).
- 2003: Premio Gil y Carrasco Ciudad de Ponferrada de Literatura.[10]
- 2006: Se da su nombre a la Casa de Cultura de Villafranca del Bierzo.
- 2007: Libro homenaje "Con buena tinta", publicado por Ediciones Hontanar en la Feria del Libro de Ponferrada.
- 2008: III Jornadas de Autor del Instituto de Estudios Bercianos dedicadas a Ramón Carnicer en Villafranca del Bierzo y Ponferrada.[11]
- 2008: Exposición "Ramón Carnicer. Viaje a la Cabrera" en el Museo de la Cabrera (Encinedo). En 2010 la exposición se presenta en el Centro Leonés de Arte del Instituto Leonés de Cultura, en León.
- 2010: La Asociación de Bercianos en Cataluña le nombra Berciano Ilustre en Cataluña.[12]
- 2012: Jornadas de Estudio y Homenaje dedicadas a Ramón Carnicer[13] en León, Ponferrada y Villafranca del Bierzo con motivo de su centenario.[14] Se inaugura un busto de Ramón Carnicer en Villafranca del Bierzo.[15] Homenajes en la Universidad de Barcelona "Homenaje a Ramón Carnicer" y en el Ateneu Barcelonès "Ramón Carnicer, escriptor, historiador i viatger".